# Michel Roquejeoffre
Michel Roquejeoffre, né le 28 novembre 1933 à Paris et mort le 18 octobre 2024 à Pamiers, est un général d'armée français.
Commandant de la Force d'action rapide (FAR), il est amené à commander les forces françaises pendant la guerre du Golfe (1990-1991), avec pour adjoints les généraux Bernard Janvier et Claude Solanet, lors de l'opération Daguet.

## Biographie
Fils de chirurgien, il entre à l'école militaire de Saint-Cyr en 1952. Il sert ensuite pendant deux ans et demi dans le génie parachutiste en Algérie française (75e compagnie du génie aéroportée). Il est ensuite muté en 1959 au commandement du génie des forces terrestres de la zone outre-mer no 1 où il occupe les postes de chef de section de combat et officier du matériel au Mali et au Dahomey.
Il effectue son temps de commandement de capitaine à la tête d'une compagnie d'élèves à l'École polytechnique (1966-68). Il est chef de corps du 17e régiment du génie parachutiste à Montauban (Tarn-et-Garonne) de 1978 à 1980,. Il participe à plusieurs missions militaires à l'étranger : Liban, Tchad. Durant cette période, le régiment et trois compagnies sont cités à l'ordre de l'Armée.
Auditeur de l'Institut des hautes études de la Défense nationale (34e session), il commande par la suite la 7e division blindée et la 65e division militaire territoriale à Besançon d'octobre 1987 à octobre 1989.
Le 8 juin 1990, il prend le commandement de la Force d'action rapide où il fut chef d'état-major de 1984 à 1987. Du 17 septembre 1990 au 28 avril 1991, il commande les forces françaises pendant la Guerre du Golfe. À la suite de ce conflit, il reçoit des mains du président américain George Bush la Legion of Merit (grade de "chief commander").
Le 1er décembre 1993, il est admis en deuxième section des officiers généraux.
Il est installé à Pamiers (Ariège) dont il est premier adjoint au maire de 1995 à 2001. Il tient une chronique de géopolitique dans le Nouvel Observateur.

## Ses réponses sur le syndrome du Golfe

### Première cause du syndrome
Le 31 octobre 2000, lors d'une audition à l'Assemblée nationale par une mission parlementaire d'information présidée par le député (PS) Bernard Cazeneuve, le général d'armée a répondu clairement aux suspicions qui planaient sur la prise d'un médicament responsable du syndrome de la guerre du Golfe. Michel Roquejeoffre a informé que « l'ordre de prendre le prétraitement a été donné le 23 février 1991, à la veille de l'offensive terrestre ». Il a jugé que « c'était une bonne décision ». « Notre devoir était de protéger les troupes contre la menace chimique ». Selon lui, les risques que pouvaient courir les soldats français, en prenant ces comprimés, ne lui avait pas été précisés au préalable. Bien qu'au moment des offensives, les soldats n'aient pas douté, certains d'entre eux se retournent aujourd'hui contre le gouvernement français, via l'association Avigolfe qui œuvre pour la reconnaissance des pathologies de la guerre du Golfe.

### Deuxième cause
L'autre sujet de la polémique est l'utilisation de munitions à base d'uranium 238. En effet, elles ont été utilisées par l'aviation américaine lors des missions d'appui-feu rapprochées de la division Daguet. Selon le général, « ces appareils tiraient des obus de 30 mm à un ou deux kilomètres devant nos lignes ». L'usage de ces munitions est retenu pour être l'une des causes du syndrome de la guerre du Golfe. Michel Roquejeoffre a répondu n'avoir pas été informé par les Américains d'un quelconque danger concernant ces munitions.

## Décorations
Le général Roquejoffre est notamment récipiendaire des décorations suivantes :
- Grand-croix de la Légion d'honneur[11].
- Officier de l'ordre national du Mérite.
- Croix de guerre des Théâtres d'opérations extérieurs.
- Croix de la Valeur militaire.
- Croix du combattant.
- Médaille d'Outre-Mer.
- Médaille commémorative des opérations de sécurité et de maintien de l'ordre
- Médaille de reconnaissance de la Nation
- Legion of Merit (États-Unis)[12]

## Responsabilités diverses
De 1998 à 2004, il est membre du Haut conseil de la mémoire combattante qui est présidé par le président de la République. Il est également administrateur de l'Office national des anciens combattants. A ce titre, il élabore de nombreux dossiers pour l'obtention d'ordres nationaux, et notamment celui de Jeanne Rogalle (1921-2015), passeuse à Aulus-les-Bains durant la Seconde Guerre mondiale. Il s'implique également dans la réhabilitation du camp d'internement du Vernet en Ariège, son département,.
Jusqu'en 2014, il est délégué départemental de l'Ariège au sein de la Fondation du patrimoine, créée par la loi du 2 juillet 1996 et présidée par Guillaume Poitrinal.